# Pusey House, Oxford
A Pusey House é uma instituição religiosa anglicana localizada em St Giles ', Oxford, imediatamente ao sul da Pusey Street. Está firmemente enraizado na tradição anglo-católica da Igreja da Inglaterra. Conhecida como uma "Casa da Piedade e Aprendizagem", está associada à Universidade de Oxford, mas não faz parte dela.

## História
A Casa Pusey foi aberta em 9 de outubro de 1884  em parte como um memorial a Edward Bouverie Pusey, professor de hebraico Regius na Universidade de Oxford, um cânone da Catedral da Igreja de Cristo e, durante 40 anos, uma figura importante no Movimento Oxford, um movimento de meados do século XIX, que buscava levar a Igreja da Inglaterra a um entendimento mais profundo de seu testemunho como parte da Igreja universal (também conhecida como " católica "). Também se pretendia continuar o trabalho de Pusey na restauração da vida e no testemunho católico da Igreja da Inglaterra. Foi estabelecido com um fundo de £ 50.000 para fornecer um edifício para a biblioteca de Pusey, comprá-lo e criar uma doação para que dois ou mais clérigos pudessem se encarregar dele e promover a vida religiosa na universidade. O primeiro diretor foi Charles Gore; Vincent Stuckey Coles foi diretor de 1897 a 1909. O próximo diretor foi Darwell Stone. A Casa Pusey celebrou seu 125º aniversário de fundação em 31 de outubro de 2009, com uma solene missa em que o pregador era Robin Ward, diretor da Casa de Santo Estêvão. Desde 1981, grande parte do site original da Pusey House foi ocupada pelo St Cross College.

## Edifícios
Os edifícios góticos perpendiculares foram projetados pelo arquiteto Temple Moore, com algumas adições feitas por seu filho Leslie Moore no início dos anos 20. Substituindo casas domésticas e uma capela de madeira, o trabalho foi financiado por um grande legado do advogado de Leeds JW Cudworth.
A capela foi concluída em 1914 e decorada durante a década de 1930 para projetos de Ninian Comper, incluindo um baldacchino dourado. Algumas das vestes originais de Comper permanecem em uso e outras foram encomendadas usando seus desenhos originais. A capela continua sendo um local de culto onde os ofícios são cantados e a missa é oferecida todos os dias; silenciosamente, no silêncio de uma manhã cedo nos dias úteis, ou com música e cerimonial completo aos domingos.

## Biblioteca

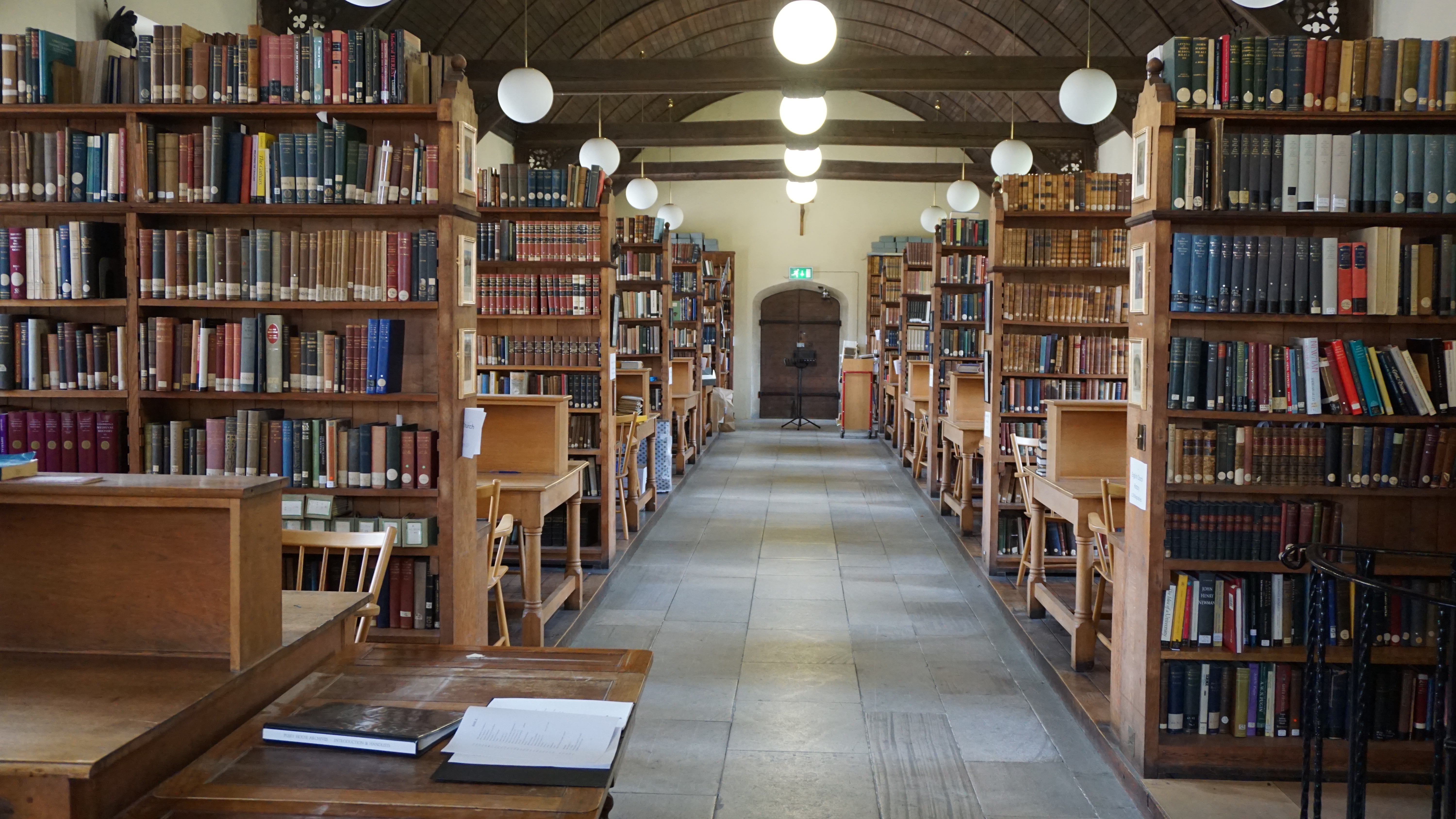
Biblioteca Superior, Pusey House

A biblioteca é uma coleção teológica e histórica de 75.000 volumes, que inclui a biblioteca de Pusey e uma grande coleção de outros volumes teológicos e históricos. Os livros de Pusey, comprados após sua morte, formaram originalmente o coração da Pusey House Library. Desde então, por doação e compra, a biblioteca tornou-se uma coleção importante que foi reconhecida pelo The National Archives como uma biblioteca especializada líder, não apenas em Oxford, mas no Reino Unido. Além de seu material principal e livros sobre o Movimento Anglo-Católico ( Movimentos Tractarian e Oxford), a biblioteca também possui boas coleções de material para o estudo de organizações de Patrística, história da Igreja, liturgia, doutrina, monasticismo e organizações católicas anglicanas.
O arquivo contém um extenso material sobre os Tractários e o Movimento de Oxford: os registros de várias sociedades anglo-católicas; comunidades de monges e monjas; cartas e papéis de anglicanos notáveis, bem como o arquivo do próprio Pusey.
Os manuscritos incluem documentos de muitas figuras importantes, organizações e sociedades ligadas ao Movimento Oxford nos séculos XIX e XX. As participações mais significativas são as da E. B. Pusey, H. P. Liddon e S. L. Ollard, mas também existem documentos relacionados a pessoas notáveis como William Ewart Gladstone, John Henry Newman, Canon "Freddie" Hood, F. L. Cross e John Keble.

## Adoração
O culto na Capela da Ressurreição está de acordo com a tradição anglo-católica da Igreja da Inglaterra e é aberto a todos, especialmente aos membros da universidade. Além de sua reputação de liturgia digna e tradicional, a Pusey House também é reconhecida por sua tradição musical, mais visível na Missa Solene aos domingos e solenidades. O extenso repertório do coral abrange desde a mais antiga música da igreja e canto gregoriano, passando pela polifonia de Byrd e estendendo-se a compositores dos séculos XIX e XX, como Vierne e Stanford. A Pusey House encomendou ao compositor Alexander Campkin um novo local de missa para as comemorações dos 125 anos.

### Serviços e observâncias
- Santa Missa solene todos os domingos e em grandes festivais durante o período completo com o Ordinário da Missa cantado pelo coro
- Oração da manhã e da noite, diariamente durante todo o período
- Preencha todas as terças à noite durante o período completo
- Missa baixa diariamente durante o período completo, com uma celebração do BCP aos sábados
- Devoções tradicionais, incluindo estações da cruz na Quaresma e bênção do Santíssimo Sacramento
- Retiro da Semana Santa em Ascot Priory, em Berkshire.[16]

## Ensino e cuidado pastoral
- Conselho e instrução na fé católica
- Preparação para os sacramentos
- Confissão sacramental
- Formação das vocações ao sacerdócio sagrado
- Visitar pregadores e acadêmicos
- Peregrinação ao Santuário Anglicano de Nossa Senhora de Walsingham
- Semana de leitura residencial na Abadia de Bec na Normandia

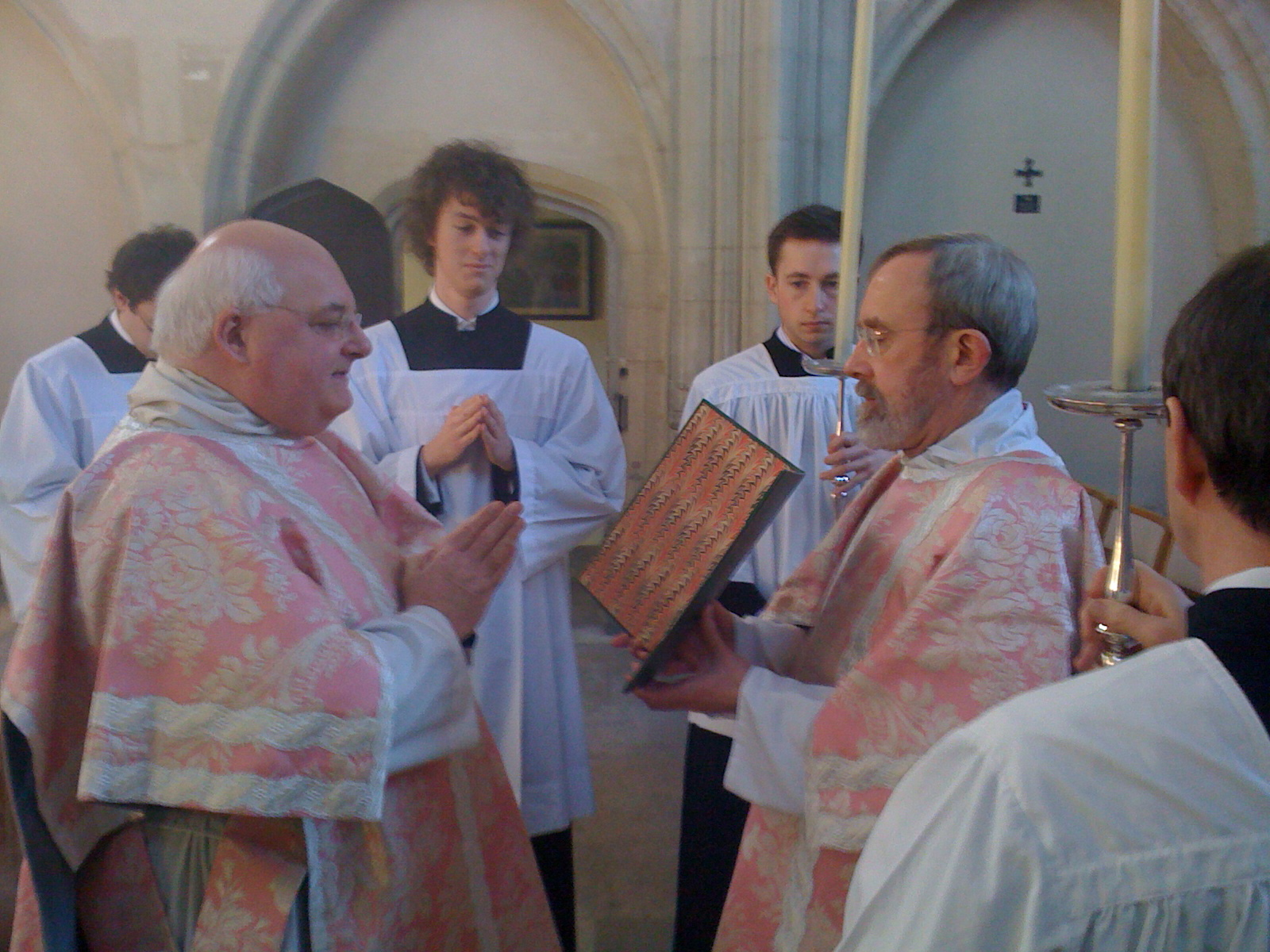
O Evangelho é cantado na Missa Solene no domingo de Laetare

## Organização de amigos
A organização Friends of Pusey House existe para fornecer apoio adicional a seu trabalho e testemunho, na Inglaterra e no exterior, por suas orações e por informar outras pessoas sobre a Casa Pusey.

## Diretores
- 1884-1893: Charles Gore
- 1893-1897: Robert Lawrence Ottley
- 1897-1909: Vincent Stuckey Stratton Coles
- 1909-1934: Darwell Stone
- 1934-1951: Archibald Frederic Hood
- 1951-1970: Francis Hugh Maycock [18]
- 1970: Barry Marshall (falecido antes da instalação)
- 1970-1981: Cheslyn Peter Montague Jones
- 1982-2002: Philip Ursell
- 2003-2013: Jonathan Baker
- 2013-: George Westhaver [19]

## Padre-Bibliotecários (Incompleto)
- 1884-1897 VSS Coles
- 1884-? FE Brightman *
- 1895-1908 HFB Mackay
- 1908-1919 Darwell Stone *
- 1921-1924 - Mark Carpenter-Garnier
- 1922-1923 Maurice Child
- 1927-1944 FL Cross *
- 1929-1937 Humphry Beevor
- 1941-1946 Eric Kemp *
- 1935-1952 Tom Parker *
- Barry Marshall
- 1952-1957 Cheslyn Jones *
- 1957-1961 Robert Catling *
- 1960-1969 Donald Allchin
- Rodney Hunter 1961-1965 [20]
- 1968-1971 e 1976-1978 Peter Cobb [21]
- 1983-1994 Harry Smythe [6][22]

Os marcados com um asterisco atuavam como custodiante da biblioteca.